# Liosaccus pachygaster
Liosaccus pachygaster је зракоперка из реда Tetraodontiformes и фамилије Tetraodontidae.

## Угроженост
Ова врста се сматра рањивом у погледу угрожености врсте од изумирања.

## Распрострањење
Тајван је једино познато природно станиште врсте.
ФАО рибарска подручја (енгл. FAO marine fishing areas) на којима је ова врста присутна су у северозападном Пацифику.